# Ernst Bruun Olsen
Ernst Bruun Olsen (12 de febrero de 1923 – 2 de enero de 2011) fue un actor, guionista y director de nacionalidad danesa.

## Biografía
Nacido en Nakskov, Dinamarca, sus padres eran William Olsen y Anna Marie Nielsen. Bruun Olsen fue estudiante del Nakskov Gymnasium en 1941, y maestro en el Blågård Seminarium. También cursó estudios en el Odense Teater, al que estuvo vinculado entre 1946 y 1950. Más tarde se sumó al Helsingør-Revyen y al Allé-Scenen, pero en 1957 decidió centrarse en la dirección, trabajando en el Teatro Real de Copenhague, el Betty Nansen Teatret y el Det ny Teater, entre otros. Además, escribió los musicales Teenagerlove, con música de Finn Savery, y Bal i den borgerlige.
Ernst Bruun Olsen falleció en el año 2011. Fue enterrado en el Cementerio Assistens, en Copenhague. Había estado casado con las actrices Ruth Brejnholm, Else Nielsen y Mette Borg.

## Filmografía
- 1952 : Ta' Pelle med
- 1952 : Husmandstøsen
- 1954 : Far til fire i sneen
- 1960 : Den sidste vinter